# Fall of the Idols
Fall of the Idols ist eine finnische Doom-Metal-Band aus Tornio, die im Jahr 2000 gegründet wurde.

## Geschichte
Die Band wurde Ende des Jahres 2000 nach dem Zerfall der Gruppe Adder von dem Schlagzeuger Jyrki Hakomäki, dem Bassisten Vesa Karppinen und dem Gitarristen Tommi Turunen gegründet. Im Juni 2001 wurde ein erstes Demo namens Per Aspera Ad Aspera in ihrem Probestudio namens WaPi aufgenommen, wobei Karppinen zusätzlich den Gesang übernahm. Die Gruppe verschickte das Demo an verschiedene Stellen und erhöhte dadurch ihre Bekanntheit. So hielt die Band etwa ihr erstes Radiointerview am 11. September 2001 bei einer lokalen Hochschulradiostation ab. Das nächste Demo 2002 wurde bei verschiedenen Sessions zwischen Februar und Juni 2002 aufgenommen, wobei Hakomäki den Gesang übernahm. Das Demo wurde erneut verschickt. Nach der Veröffentlichung plante die Gruppe ihre ersten Auftritte, woraufhin Rami Moilanen, ein langjähriger Freund der Mitglieder, als weiterer Gitarrist im November 2002 hinzukam. Die Besetzung wurde durch das Hinzukommen des Sängers Panu Paunonen im Januar 2003 vervollständigt. Im April 2003 wurde eine erste selbstbetitelte EP eingespielt, ehe der aus fünf Liedern bestehende Tonträger an einem Freitag, den 13., im Februar 2004 erschien. Die EP wurde in Australien über PsycheDOOMelic Records und in den USA über Hellride Music vertrieben. Trotzdem gelang es der Band nicht, einen Plattenvertrag abzuschließen. Im Frühling 2004 wurden ein paar Auftritte abgehalten, während an einem nächsten Demo geschrieben wurde. Hierfür begannen die Aufnahmen im Juli. Im September stieß Jouni Sihvonen als dritter Gitarrist hinzu. Zur selben Zeit veröffentlichte das belgische Label Final Chapter Records das Lied Burnt, das ursprünglich von der EP stammt, auf dem Sampler A Dark World. Im November, während die Arbeiten zum Demo anhielten, verließ Panu Paunonen, aufgrund der hohen Entfernung seines Wohnorts zu dem der anderen Mitglieder, die Besetzung. Daraufhin übernahm Hakomäki den Gesang für das Demo. Die Aufnahmen wurden im Januar 2005 beendet, woraufhin es – fast genau ein Jahr nach der Veröffentlichung der EP – unter dem Namen Agonies Be Thy Children erschien. Im Februar kam der Schlagzeuger Hannu Weckman hinzu, um die Band live zu unterstützen. Im Frühling wurde bereits neues Material geschrieben und geprobt, ehe im Sommer zwei Auftritte stattfanden und das Demo The Pathway aufgenommen wurde, das im Oktober erschien. Kurz nach der Veröffentlichung unterzeichnete die Band einen Plattenvertrag bei dem schwedischen Label I Hate Records. Im Dezember begannen daraufhin die Arbeiten zum Debütalbum. 2006 erschien das Album The Womb of the Earth, dem sich 2008 ein zweites unter dem Namen The Séance anschloss. 2010 erschien die Kompilation Ascension: 2000-2007. Für dasselbe Jahr war ein Auftritt auf dem Hammer of Doom geplant, jedoch war die Teilnahme der Band ausgefallen. 2011 verstarb der Schlagzeuger Hannu Weckman. Im folgenden Jahr wurde das dritte Album Solemn Verses publiziert.

## Stil
Bruder Cle vom Rock Hard schrieb in seiner Rezension zu The Womb of the Earth, dass hierauf epischer und melodischer Doom Metal enthalten ist. Die Songs hätten einen düsteren, mythischen, eleganten und atmosphärisch dichten Charakter. In einer späteren Ausgabe rezensierte er auch The Séance und stellte fest, dass sich die Band hierauf „wie gewohnt mit traditionellem Doom“ präsentiere. Bei rockigeren oder experimentelleren Songs erinnere die Gruppe jedoch an Reverend Bizarre. Ansonsten gebe es auf dem Album „eine erdige, raue und sehr metallische Produktion, schöne Gitarrenharmonien [und eine] düster-epische Atmosphäre“. Andreas Stappert stellte fünf Jahre später fest, dass Solemn Verses sowohl traurig, tragisch und melancholisch, als auch schön, erlösend und tief emotional klingt. Es sei zwar klassischer Doom Metal zu hören, jedoch gelinge es der Gruppe trotzdem eigenständig und unkonventionell zu klingen. Der Gesang sei variabel und ausdrucksstark und die dreifachen E-Gitarren würden Gemeinsamkeiten zu Anathema, Cathedral und My Dying Bride aufweisen. Zudem gebe es eine „nordische[n] Düsternis der Platte, die an tonnenschweren Funeral Doom erinnert, ohne Funeral Doom zu sein“. Laurent Lignon von doom-metal.com rezensierte das Album ebenfalls und stellte fest, dass das Material langsamer ausfällt als das vorherige, sodass es schon fast an Funeral Doom grenze. Die Gruppe bewege sich somit vom klassischen Doom Metal weg, jedoch könne man ihre Wurzeln immer noch klar erkennen. Gelegentlich seien Gemeinsamkeiten mit Skepticism, Candlemass und frühe Godsend erkennbar.

## Diskografie
- 2001: Per Aspera Ad Aspera (Demo, Eigenveröffentlichung)
- 2002: Demo 2002 (Demo, Eigenveröffentlichung)
- 2004: Fall of the Idols (EP, Eigenveröffentlichung)
- 2005: Agonies Be Thy Children (Demo, Eigenveröffentlichung)
- 2005: The Pathway (Demo, Eigenveröffentlichung)
- 2006: The Womb of the Earth (Album, I Hate Records)
- 2008: The Séance (Album, I Hate Records)
- 2009: Spiritus Mortis / Fall of the Idols (Split mit Spiritus Mortis, I Hate Records)
- 2010: Tales of Doom and Woe (Split mit Forsaken, I Hate Records)
- 2010: Ascension 2000-2007 (Kompilation, Ghouls Night Out Records)
- 2012: Solemn Verses (Album, I Hate Records)